# آن هم منم
آن هم منم (انگلیسی: That's Me, Too) نام یک فیلم دانمارکی در ژانر درام است.